# Iola Evans
Iola Evans (Reading, 1994. június –) brit színésznő.

## Fiatalkora
Readingben született Walesi és kenyai szülők gyermekeként. A Lodge School of Theatre Dance-ben vett órákat, majd tanulmányait a Royal Conservatoire of Scotland hallgatójaként folytatta, ahol 2017-ben megszerezte a BA-diplomát színészetből.

## Karrier
Az iskola elvégzése után, 2018-ban Evans hivatásos színészként debütált a Nemzeti Színházban az An Octoroonban. 2019-ben szerepelt a Carnival Row című sorozat egyik epizódjában. 2020-ban ő játszotta Callie Cadogant A visszatérők című sorozat 7., egyben utolsó évadjában.
2022-ben Ave-t játszotta az Őskori horror című horror-kalandfilmben. Ugyanebben az évben a hasonló műfajú Válassz vagy meghalsz! szereplője volt.
2025-ben Washington Black című minisorozatban vállalt szereplést.

## Filmográfia

### Film
| Év   | Magyar cím             | Eredeti cím           | Szerep | Megjegyzések                             |
| ---- | ---------------------- | --------------------- | ------ | ---------------------------------------- |
| 2020 |                        | City of Lost Children | Leylo  | rövidfilm                                |
| 2022 | Válassz vagy meghalsz! | Choose or Die         | Kayla  | Netflix film magyar hangja Pekár Adrienn |
| 2022 |                        | Phea                  | Suri   |                                          |
| 2022 | Őskori horror          | Out of Darkness       | Ave    |                                          |

### Televízió
| Év   | Magyar cím                   | Eredeti cím     | Szerep         | Megjegyzések |
| ---- | ---------------------------- | --------------- | -------------- | ------------ |
| 2019 |                              | Carnival Row    | Ryma           | 1 epizód     |
| 2020 | Vera – A megszállott nyomozó | Vera            | Phoebe Dwyer   | 1 epizód     |
| 2020 | A visszatérők                | The 100         | Callie Cadogan | 2 epizód     |
| 2025 |                              | Washington Back | Tanna Goff     | minisorozat  |

## Fordítás
Ez a szócikk részben vagy egészben  az   Iola Evans című angol Wikipédia-szócikk ezen változatának fordításán alapul.  Az eredeti cikk szerkesztőit annak laptörténete sorolja fel. Ez a jelzés csupán a megfogalmazás eredetét és a szerzői jogokat jelzi, nem szolgál a cikkben szereplő információk forrásmegjelöléseként.